# Ahmes

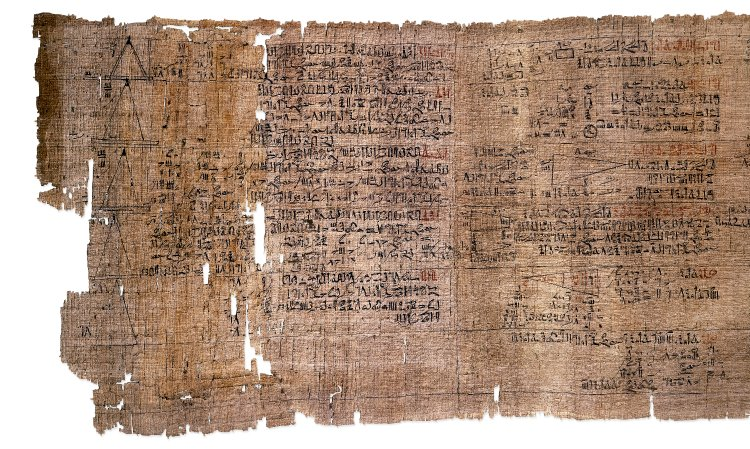
O porțiune din Papirusul Rhind

Ahmes (Ahmose) a fost un scrib din Egiptul antic în secolul XVI-lea î.e.n.
Este considerat autorul celor mai vechi documente cu conținut matematic.
I se atribuie ceea ce astăzi se numește Papirusul Rhind, care conține 85 de probleme, fiind unul dintre cele mai importante documente ale antichității.